# Морсби (остров)

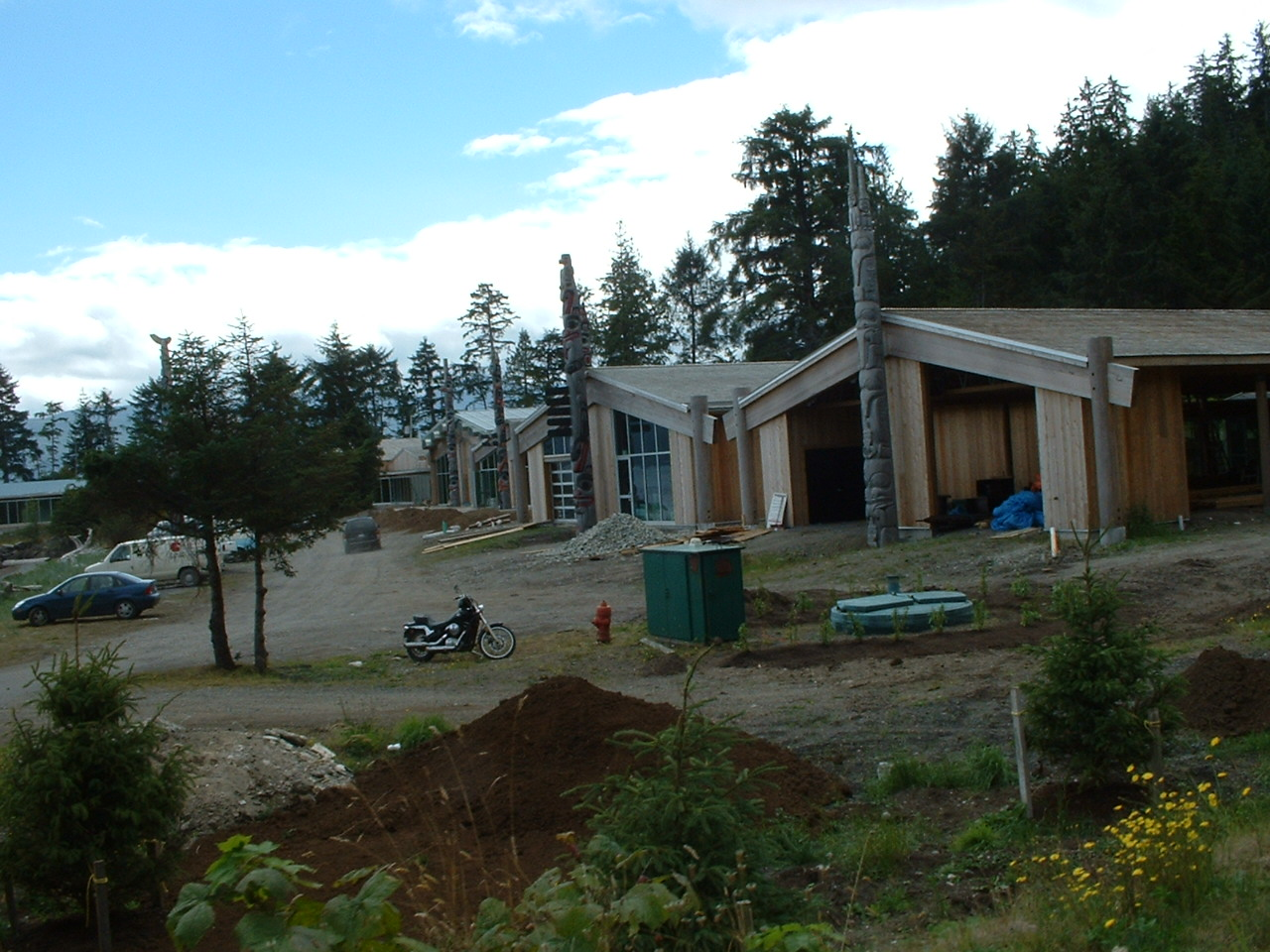
Музей Хайда Хаанас

Мо́рсби (англ. Moresby Island) — второй по величине остров в архипелаге Хайда-Гуаи (более известный как Острова Королевы Шарлотты). Территориально относится к провинции Британская Колумбия.
Остров назван в честь английского адмирала Фэрфакса Морсби. Традиционное наименование острова на языке хайда Гуайи Хаанас, этим именем назван национальный парк острова.

## География
Площадь острова составляет 2 608 км². Он занимает 175ое место по площади в мире и 32ое в Канаде. Длина береговой линии составляет 1180 км. Расположен на юге архипелага, от лежащего севернее острова Грейам отделён лишь узким проливом Картрайт. С запада омывается Тихим океаном, с востока проливом Хекате, отделяющим остров от материка. У восточного поберережья острова находится множество островов и островков, крупнейшие из которых Луиз и Лайелл. Южнее острова лежит Кангит, самый южный остров архипелага.
Климат на острове умеренный и очень влажный, благоприятный для роста покрывающих его хвойных лесов. Западная часть острова гористая, берег сильно изрезан, изобилует фьордами. Восточная часть острова низменная. На юге острова расположен национальный парк Гуайи-Хаанас.

## Население
Практически всё население проживает в посёлке Сандспит на северо-восточном краю острова.